# Iryna Jatsjanka
Iryna Vasilyevna Jatsjanka (Wit-Russisch: Ірына Васільеўна Ятчанка; Russisch: Ирина Васильевна Ятченко) (Homel, 31 oktober 1965) is een voormalige Wit-Russische atlete, die voor de Sovjet-Unie uitkwam, totdat deze in 1991 uiteenviel. Zij was gespecialiseerd in het discuswerpen, waarin zij vanaf de jaren negentig tot in het begin van de 21e eeuw tot de wereldtop behoorde. Het hoogtepunt in haar carrière was het winnen van een wereldtitel en twee olympische medailles, waarvan zij er eind 2012 overigens één moest inleveren vanwege een overtreding van de dopingregels. Ze deed vijfmaal mee aan de Olympische Spelen en won vijfmaal een Europese bekerwedstrijd.

## Loopbaan

### Start internationale carrière
Jatsjanka startte haar internationale carrière, uitkomend voor de Sovjet-Unie, in 1990 op de Goodwill Games in Seattle, waar zij bij het discuswerpen achter de Oost-Duitse Ilke Wyludda (eerste met 68,04 m) het zilver veroverde met een beste worp van 67,04. Had zij die vorm weten te behouden tot op de Europese kampioenschappen in Split, dan zou zij achter Wyludda, die in de Joegoslavische stad kampioene werd met 68,46, opnieuw tweede zijn geworden. Ditmaal kwam zij echter niet verder dan 65,16 en dat wierp haar terug tot de vijfde plaats. Een jaar later, op de wereldkampioenschappen in Tokio, bleek niemand opgewassen tegen de Bulgaarse Tsvetanka Khristova, die als enige voorbij de 70 meter wierp en met 71,02 zelfs Wyludda, die toch tot 69,12 kwam, het nakijken gaf. Jatsjanka ging in dit geweld ten onder en eindigde met 64,92 op een roemloze zevende plaats.

### Olympisch debuut in 1992
In 1992 nam Jatsjanska, door de opdeling van de Sovjet-Unie inmiddels deel uitmakend van het zogenaamde 'Gezamenlijke Team', in Barcelona voor de eerste keer deel aan de Olympische Spelen. Zij had eerder dat seizoen haar PR weten te verbeteren tot 68,94, maar kwam in de Catalaanse hoofdstad niet in de buurt van die prestatie en werd met 63,74 zevende. In de twee hierop volgende jaren zakte de Wit-Russische geheel weg uit de wereldtop, kwam in 1993 niet voorbij de 60 meter en leverde in 1994 zelfs helemaal geen vermeldenswaardige prestatie.
In 1995 was Jatsjanka echter terug, wierp de discus vroeg in het seizoen ineens weer naar 66,14 en was er dus op de WK in Göteborg gewoon bij, al kwam zij daar met 60,48 niet verder dan de negende plaats.
Voor haar nieuwe vaderland Wit-Rusland was Jatsjanka goed genoeg om in 1996 te worden uitgezonden naar de Olympische Spelen in Atlanta, waar zij bij het discuswerpen de finale haalde, maar daarin met 60,46 als twaalfde en laatste eindigde. In de jaren erna was zij een vaste deelneemster aan de grote toernooien, zoals WK en EK, maar slaagde zij er in die periode, op een enkele uitzondering na, niet in om ook maar in de buurt te komen van haar in 1992 gevestigde PR van 68,94.

### Olympisch brons
In 2000 was Jatsjanka desondanks goed in vorm toen zij afreisde naar Sydney voor haar derde achtereenvolgende optreden op de Olympische Spelen. Deze keer had zij meer succes: met 65,20 wist zij de bronzen medaille te veroveren; alleen haar landgenote Ellina Zvereva (goud; 68,40) en de Griekse Anastasia Kelesidou (zilver; 65,71) bleken te sterk voor haar. Vier jaar later zou zij deze prestatie op de Spelen in Athene herhalen Met 66,17 veroverde zij opnieuw het brons, ditmaal achter de Russische Natalja Sadova (goud; 67,02) en opnieuw Anastasia Kelesidou (zilver; 66,68). Haar PR wist zij dat jaar eindelijk te verbeteren en op te schroeven tot 69,14

### Wereldkampioene
De beste prestatie van haar carrière leverde Jatsjanka echter op haar 37-ste in 2003, toen zij op de WK in Parijs een gouden medaille won. Met een beste poging van 67,32 bleef zij ditmaal de Griekse Anastasia Kelesidou (zilver; 67,14) wel voor, terwijl de Griekse Ekaterini Vogoli met 66,73 het brons binnenhaalde. Daarna werden de prestaties van de Wit-Russische allengs minder, met tiende plaatsen op de EK in 2006 en de WK in 2007. Haar vijfde en laatste olympische optreden, op de Spelen van 2008 in Peking, eindigde met 59,27 in een elfde plaats.

### Medaille kwijt door dopingovertreding
Eind 2012 maakte het IOC bekend dat zij, acht jaar na dato, had besloten om vier atleten hun olympische medailles, behaald op de Olympische Spelen van 2004 in Athene, af te pakken vanwege overtreding van het dopingreglement. Een van hen was Iryna Jatsjanka. Het IOC kwam tot dit opmerkelijke besluit, nadat op haar verzoek 105 urinemonsters, waaronder dat van Jatsjanka, opnieuw waren geanalyseerd. Deze mogelijkheid bestaat tegenwoordig, sinds alle afgenomen urinemonsters vanaf de Spelen van 2004 worden bewaard in een laboratorium in Lausanne.
Van beroep is Iryna Jatsjanka sportinstructrice; ze is getrouwd met de voormalige Wit-Russische kogelslingeraar Igor Astapkovitsj.

## Titels
- Wereldkampioene discuswerpen - 2003
- Wit-Russisch kampioene discuswerpen - 1997, 2003, 2004

## Persoonlijk record
| Onderdeel    | Prestatie | Datum        | Plaats |
| ------------ | --------- | ------------ | ------ |
| discuswerpen | 69,14 m   | 31 juli 2004 | Minsk  |

## Palmares

### discuswerpen
- 1990:  Goodwill Games - 67,04 m
- 1990: 5e EK - 65,16 m
- 1991: 7e WK - 64,92 m
- 1992: 7e OS - 63,74 m
- 1992:  Grand Prix Finale - 65,50 m
- 1995: 9e WK - 60,48 m
- 1995:  Europacup A - 64,46 m
- 1996:  Europacup A - 60,68 m
- 1996: 12e OS - 60,46 m
- 1997: 5e WK - 62,58 m
- 1998: 8e EK - 61,20 m
- 1999:  Europacup B - 66,18 m
- 1999: 5e Grand Prix Finale - 63,30 m
- 1999:  ISTAF – 63,61
- 2000:  OS - 65,20 m
- 2001: 9e WK - 59,45 m
- 2002:  Europacup B - 61,81 m
- 2002: 5e Grand Prix Finale - 62,84 m
- 2003:  WK - 67,32 m
- 2003:  Europacup B - 63,67 m
- 2003: 8e Wereldatletiekfinale - 60,96 m
- 2004: DSQ OS (was  met 66,17 m)
- 2004:  Wereldatletiekfinale - 64,20 m
- 2006: 10e EK - 59,65 m
- 2007: 10e WK - 58,67 m
- 2008: 11e OS - 59,27 s

1983 Martina Hellmann ·
1987 Martina Hellmann ·
1991 Tsvetanka Khristova ·
1993 Olga Tsjernjavskaja ·
1995 Ellina Zvereva ·
1997 Beatrice Faumuina ·
1999 Franka Dietzsch ·
2001 Ellina Zvereva ·
2003 Iryna Jatsjanka ·
2005 Franka Dietzsch ·
2007 Franka Dietzsch ·
2009 Dani Samuels ·
2011 Li Yanfeng ·
2013 Sandra Perković ·
2015 Denia Caballero ·
2017 Sandra Perković ·
2019 Yaimé Pérez ·
2022 Feng Bin ·
2023 Laulauga Tausaga